# August Alexander

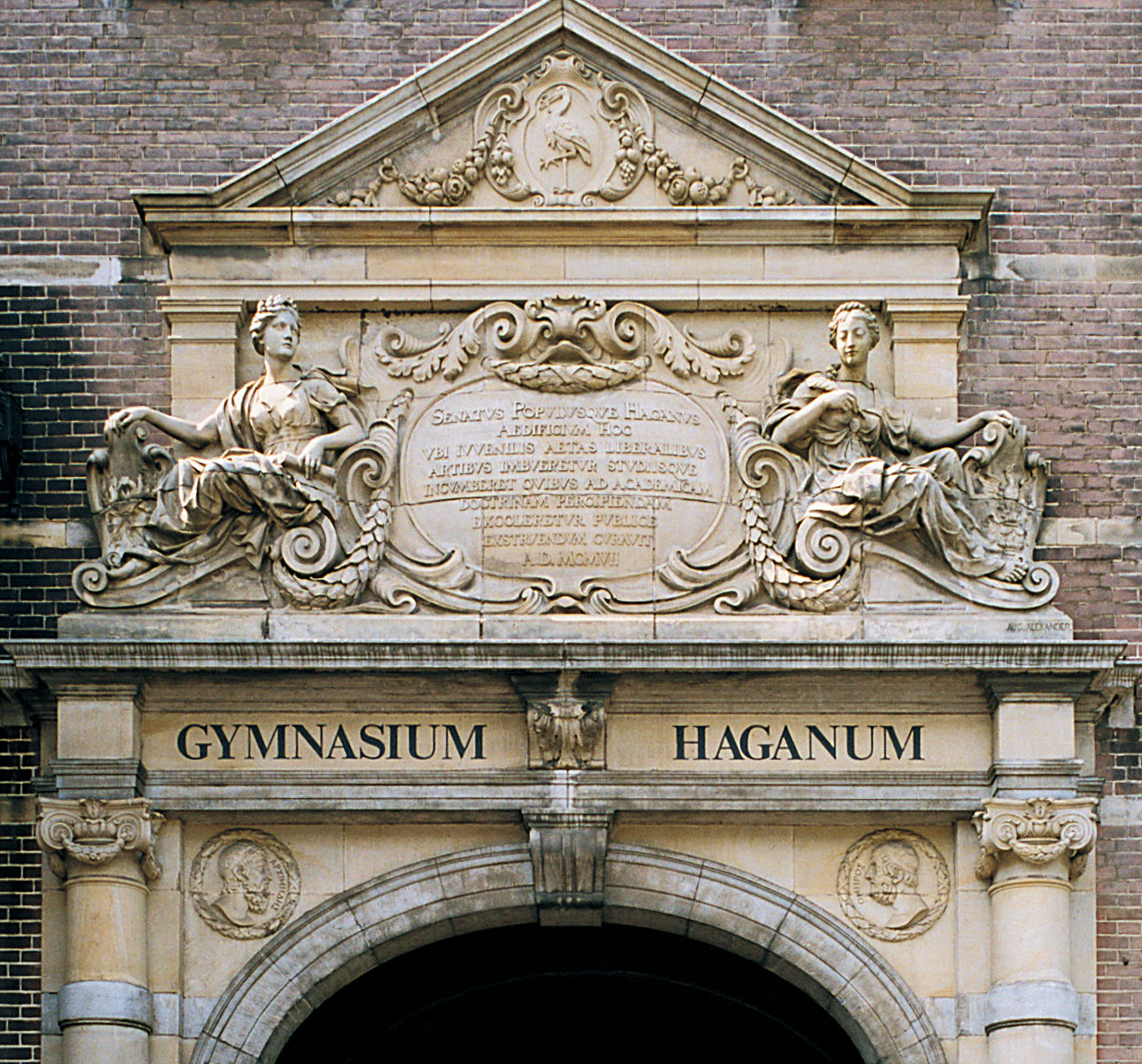
Detail poortgebouw van het Gymnasium Haganum.

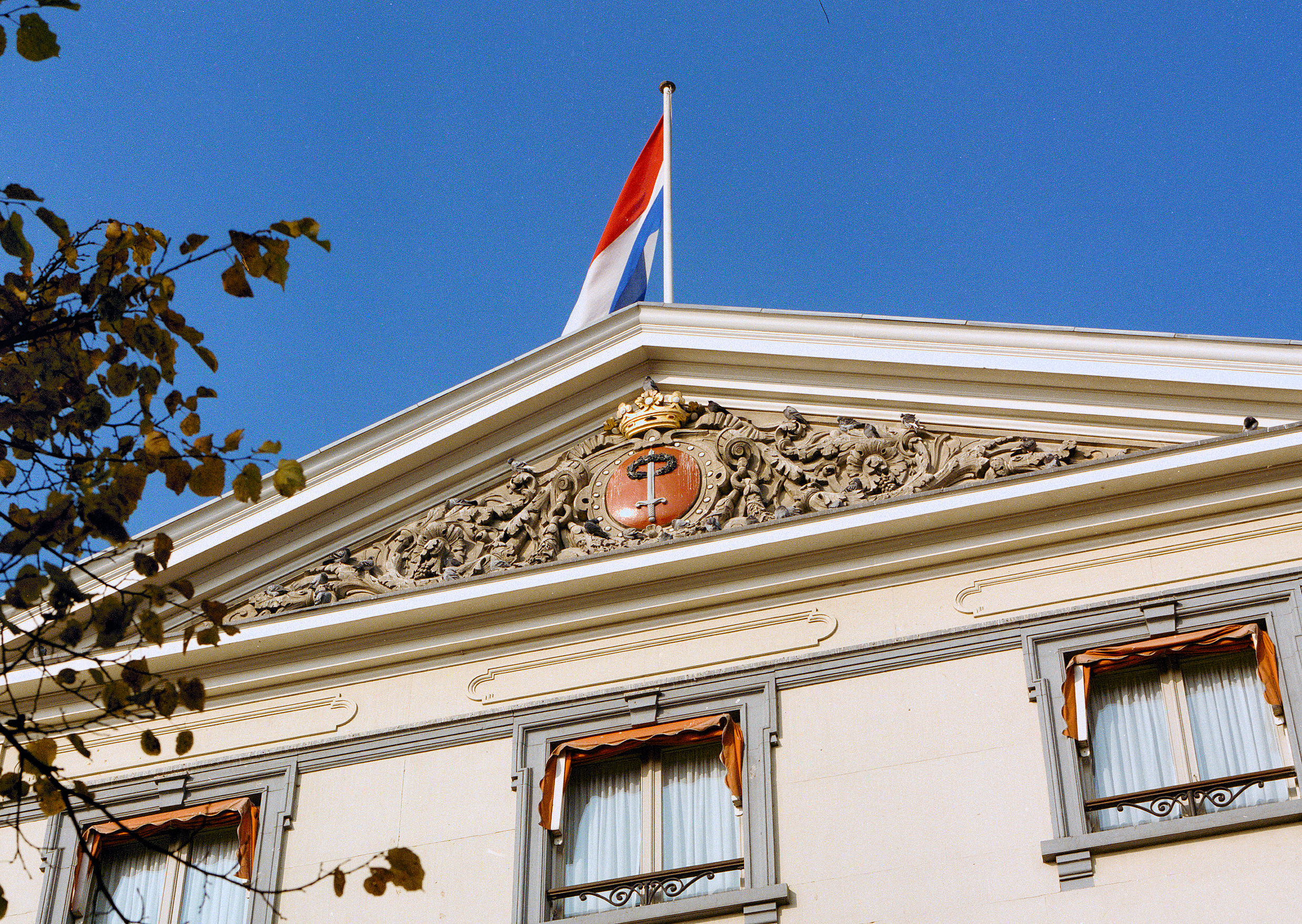
Timpaan van Hotel des Indes

Johan August Hector Alexander (Sluis, 23 oktober 1863 – Den Haag, 11 september 1942) was een Nederlands stucwerker en beeldhouwer.

## Leven en werk
August Alexander was een zoon van soldaat Pieter Rijndert Alexander en Susanna Maria Steinz. Hij verhuisde als kind met zijn ouders naar Den Haag, waar zijn vader vandaan kwam. Alexander werd vanaf elfjarige leeftijd als stukadoor opgeleid in de praktijk, hij werd later actief als (bouw)beeldhouwer. 
Tot ca. 1890 werkte Alexander als uitvoerder voor het atelier Van den Bossche en Crevels in Amsterdam, waarna hij zich als beeldhouwer in Den Haag vestigde. Hij was geen vernieuwend beeldhouwer, maar "een van de meest conservatieve voortzetters van de negentiende-eeuwse ornamentele traditie". Van 1891 tot 1898 werkte hij samen met een compagnon, de Vlaamse ornamentist Victor Engels. Zij toonden hun werk onder andere bij Arti et Industriae.
Samenwerking met architecten
Alexander werkte in opdracht van diverse architecten: voor jhr. J.P.E. Hoeufft werkte hij aan het Koninklijk Huisarchief, voor J.A.W. Vrijman maakte hij onder andere het beeldhouwwerk voor het poortgebouw van het Gymnasium Haganum en het hoofdgebouw van Mijnbouwkunde in Delft, voor J.A.G. van der Steur ontwierp hij bouwkeramiek voor de Haarlemse Stadsschouwburg en voor F. Kuipers maakte hij een timpaan met het wapen van Batavia bij diens verbouwing van Hotel Des Indes in Den Haag. Alexander werkte daarnaast zo'n dertig jaar samen met het architectenbureau van J.J. van Nieukerken en diens opvolgers, bij nieuwbouw en restauratie van onder andere Paleis Het Loo, het Academisch Ziekenhuis Groningen, Duin en Kruidberg en het Koninklijk Instituut voor de Tropen. Eind 19e eeuw was Alexander een van de weinigen die het aloude stucwerk nog beheersten. Van Nieukerken en hij legden een verzameling aan van afbeeldingen, ontwerpen en modellen van onder andere plafondornamenten en kamerbetimmeringen in de Lodewijk- en empirestijlen. Het architectenbureau kreeg bekendheid door het fraaie stucwerk, vooral de modellen voor plafondornamenten bleken populair.

In 1931 vierde Alexander dat hij zich 40 jaar daarvoor als beeldhouwer in Den Haag had gevestigd. Hij schonk dat jaar zijn verzameling van foto's en tekeningen van onder andere gevels, geveldetails, stucplafonds en kamerbetimmeringen "welke een nagenoeg volledig beeld geeft van hetgeen de Lodewijk- en Empirestijlen op het gebied van gevelversiering en interieurkunst hier hebben nagelaten" aan de Staat der Nederlanden. De verzameling werd ondergebracht bij de Rijksdienst voor de Monumentenzorg. Als dank ontving Alexander een koninklijke onderscheiding, de zilveren eremedaille voor verdiensten jegens openbare verzamelingen van geschiedenis en kunst. In 1932 werd een deel van de collectie getoond in een expositie bij het Haags Gemeentearchief.
Bestuursfuncties
Alexander was lid en bestuurslid van Arti et Industriae, bestuurslid van het Haags Museum van Kunstnijverheid en vicevoorzitter van de in 1911 opgerichte Patroonsbond van Nederlandsche Beeldhouwers. In 1912 was hij medeorganisator en jurylid bij de nationale vaktentoonstelling voor het stucadoorsbedrijf in Rotterdam. Hij gaf les aan Johan Coenraad Altorf en Andries de Kruijff.
August Alexander overleed in 1942, op 78-jarige leeftijd, en werd begraven op Oud Eik en Duinen.

## Enkele werken
- 1895-1898: beeldhouwwerk aan gevel en stucornamenten aan plafonds en wanden van het Koninklijk Huisarchief in Den Haag.
- ca. 1896: preekstoel voor de Remonstrantse Kerk in Den Haag
- 1898-1900: tuinbeelden en beeldhouwwerk voor de gerestaureerde vestibule van Paleis Het Loo.
- 1899: beeldhouwwerk voor kasteel De Wittenburg in Wassenaar.
- 1900-1901: beeldhouwwerk voor gevels en interieurs van het Algemeen Provinciaal-, Stads- en Academisch Ziekenhuis Groningen.
- 1903: stucwerk Paleis Noordeinde, Den Haag.
- 1905-1907: bouwsculptuur en een frontispice voor het Gymnasium Haganum aan de Laan van Meerdervoort in Den Haag, voor architect J.A.W. Vrijman
- 1908-1909: beeldhouwwerk en stucwerk voor Duin en Kruidberg in Santpoort, buitenhuis van Jacob Theodoor Cremer.
- 1909: plafondmiddenstuk in het huis van Marcellus Emants aan de Parkstraat 38, Den Haag.
- 1910-1912: versiering van de hoofdingang van het gebouw voor Mijnbouwkunde in Delft.[7] Het gebouw biedt onderdak aan onder meer het Science Centre Delft en het Mineralogisch-Geologisch Museum.
- 1913-1917: bouwkeramiek voor de Stadsschouwburg in Haarlem, uitgevoerd door Leon Senf bij De Porceleyne Fles.
- 1917-1925: stucwerk en ontwerp majolica decoraties in de centrale hal van het Koninklijk Instituut voor de Tropen in Amsterdam. De decoraties werden gebakken bij De Porceleyne Fles.
- 1922-1925 kalkstenen beeldhouwwerk aan de gevels en stucwerk in het gebouw van de Nederlandsche Handel-Maatschappij aan de Kneuterdijk in Den Haag.
- 1926: beeldhouwwerk in hout, steen en stuc voor landhuis De Hooge Boekel bij Enschede. Een deel van het beeldhouwwerk is van de hand van Louis Vreugde.
- 1930-1931: timpaan met het wapen van Batavia voor Hotel Des Indes in Den Haag.
- 1938: portretplaquette voor het monument voor dr. Johan Michaël van Dam in Alkmaar. Het monument werd in november 1938 onthuld. De Alkmaarders vonden het resultaat te weinig lijken, waarna door Gerard Lückens een nieuw portret werd gemaakt dat in januari 1939 werd geplaatst.[8]

## Galerij

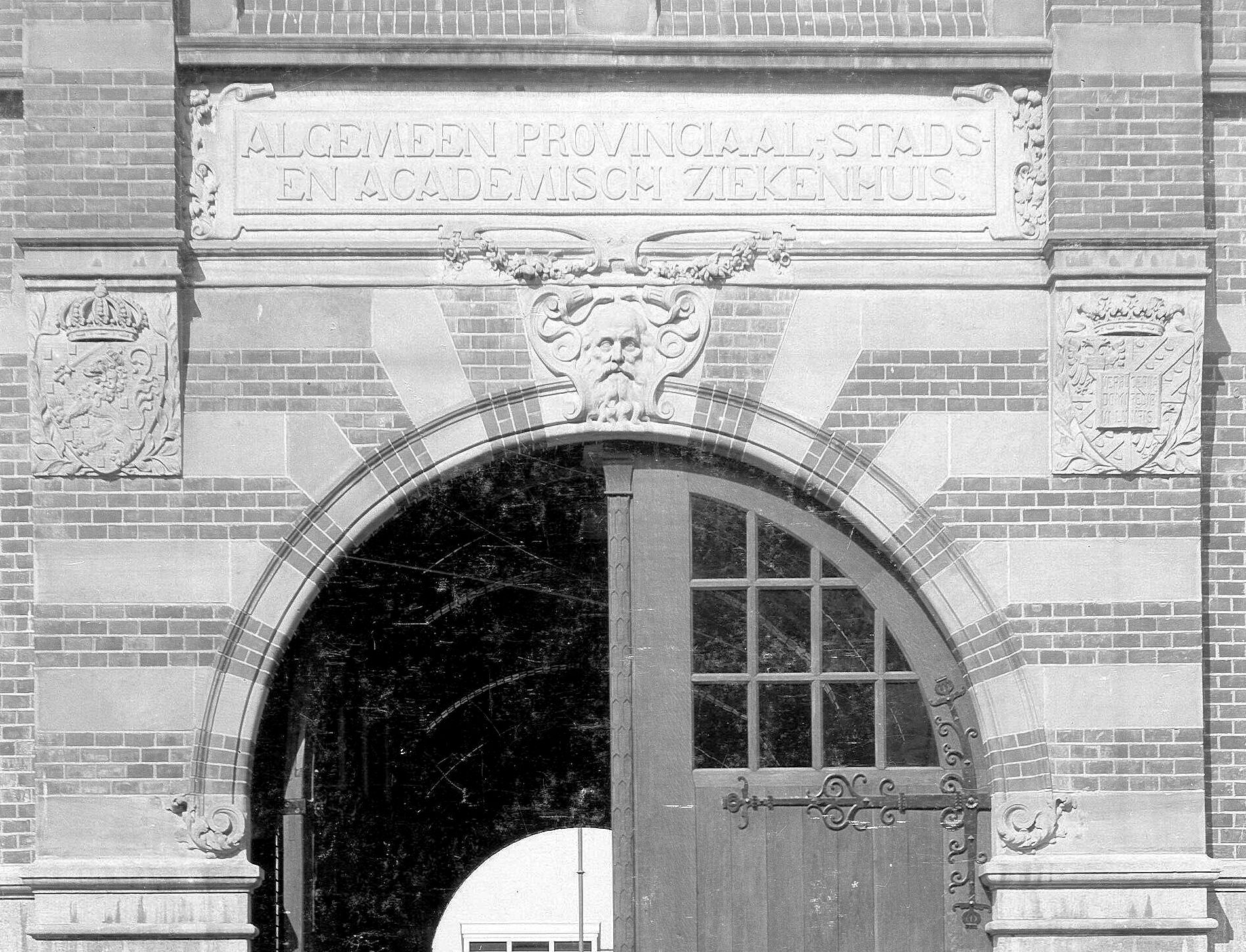
Detail hoofdingang Academisch Ziekenhuis Groningen
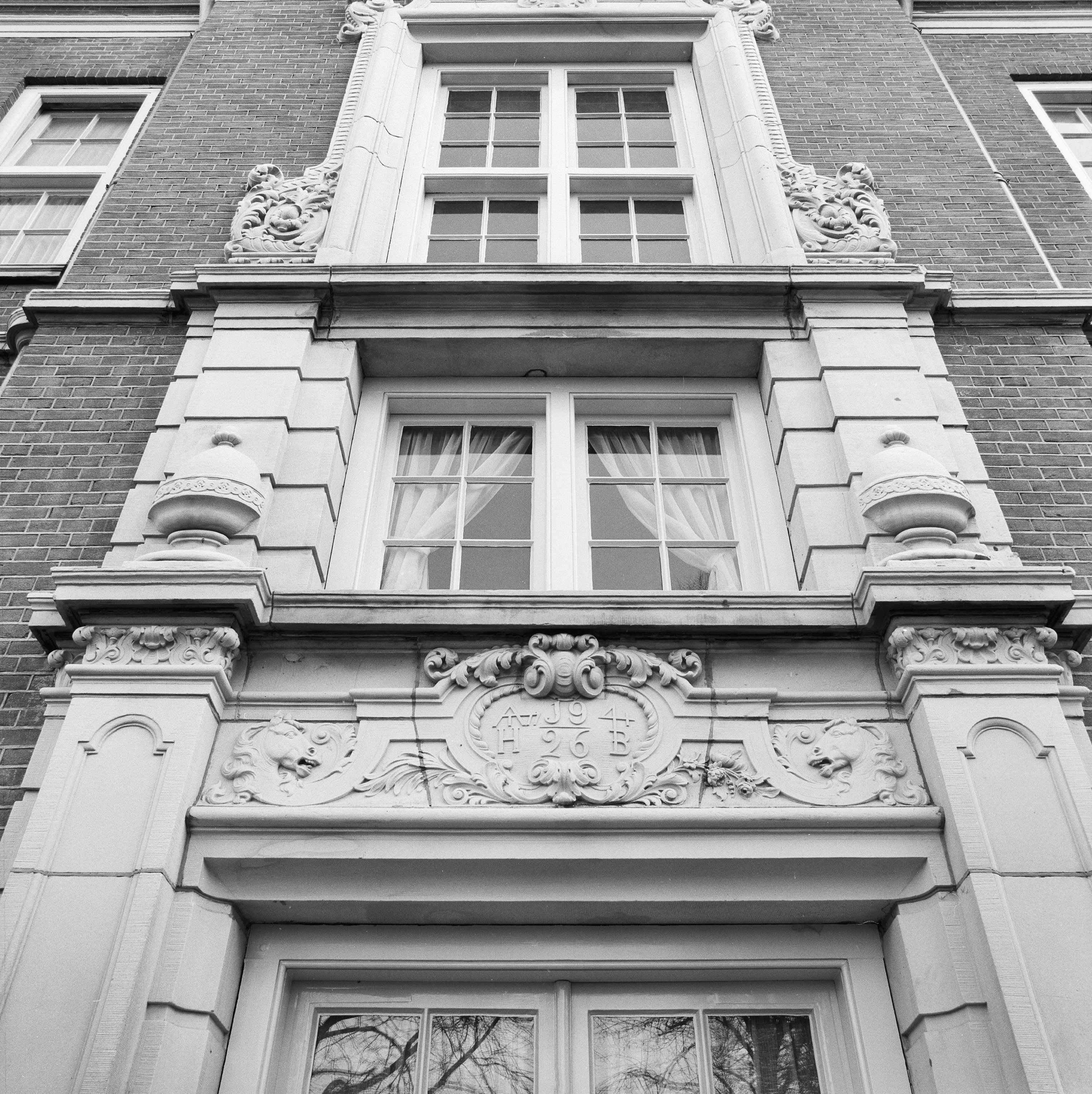
Detail voorgevel De Hooge Boekel

- Biografisch Portaal: 94125801
- RKD-Nederlands Instituut voor Kunstgeschiedenis: 1064